# Edward B. Lewis
Edward B. Lewis (født 20. maj 1918, død 21. juli 2004) var en amerikansk genetiker. Han modtog i 1995 Nobelprisen i fysiologi eller medicin.